# Bist du bei mir
Bist du bei mir est une aria composée par le musicien allemand Gottfried Heinrich Stölzel dans son opéra Diomedes oder die triumphierende Unschuld (« Diomède, ou l'innocence triomphante »), représenté le 16 novembre 1718 à Bayreuth. Elle fut longtemps attribuée à Johann Sebastian Bach en raison de sa présence dans le Petit livre pour clavier d'Anna-Magdalena Bach (Clavier-Büchlein, 2e cahier, 1725), sous la désignation BWV 508. La partition d'origine était considérée comme perdue jusqu'à ce qu'on retrouve un exemplaire en 2000 au conservatoire de Kiev[réf. souhaitée]. 

## Paroles
« Bist du bei mir, geh' ich mit Freuden

zum Sterben und zu meiner Ruh'.

Ach, wie vergnügt wär' so mein Ende,

es drückten deine schönen Hände

mir die getreuen Augen zu! »
— G.-H. Stöltzel
        
« Si tu restes avec moi, alors j'irai en joie

Vers ma mort et mon doux repos.

Ah ! comme elle serait heureuse, ma fin,

Tes jolies mains fermant mes yeux fidèles ! »